# オキラニ・ティニラウ

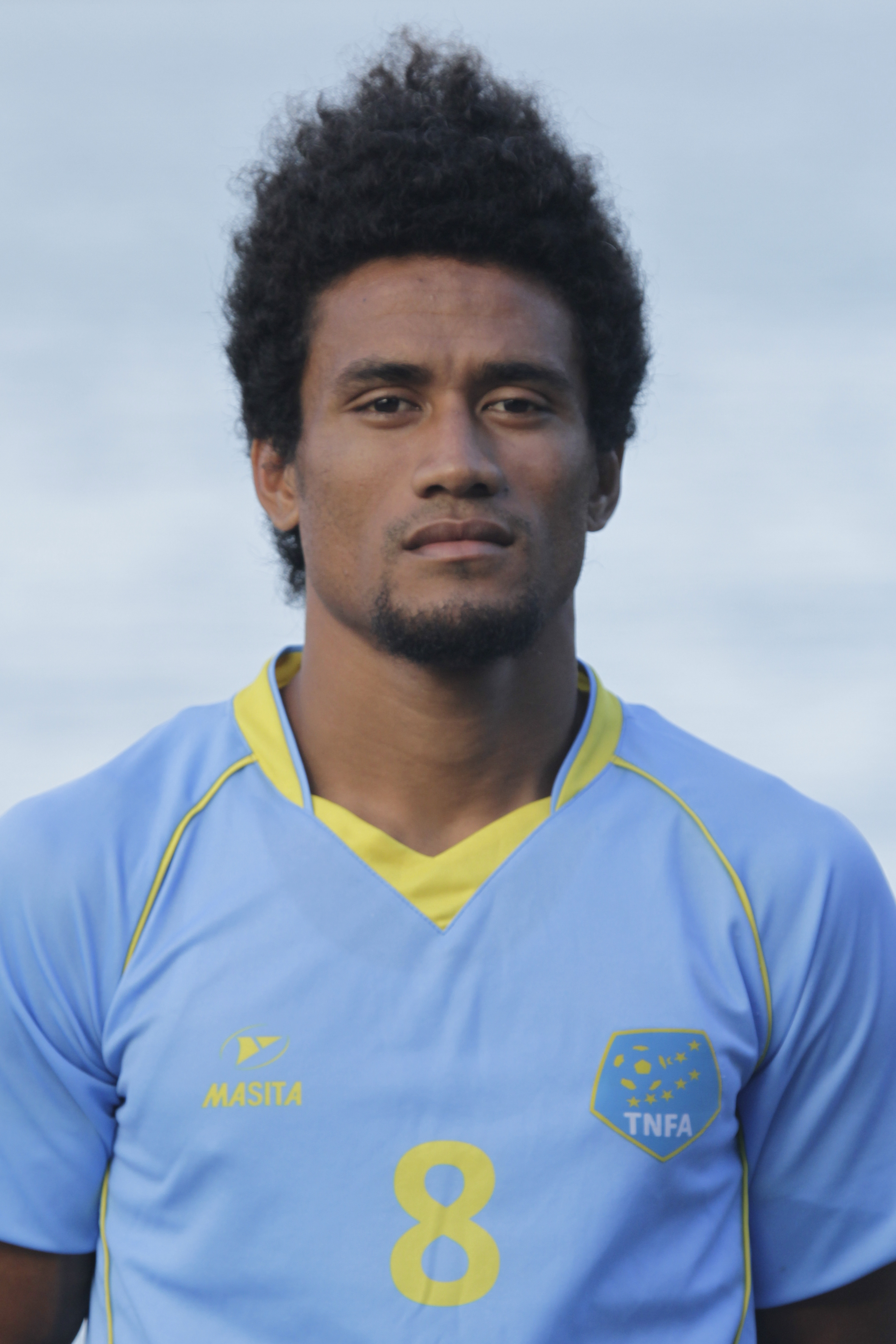
オキラニ・ティニラウ（2011年）

オキラニ・ティニラウ（Okilani Tinilau , 1989年1月2日 - ）は、ツバル出身の男子陸上選手。専門は短距離だが走り幅跳びに出場することもある。苗字のティニラウはポリネシアの神話に登場する魚と海の神の名前である。
隣国のフィジーの大学に在籍中。ツバルには競技場がないために芝の上に棒で線を引いてそれに沿ってを走っているが、大潮時にはそこも地中から海水が出てくるため使用できない。ツバルの国際オリンピック委員会加盟が決定したのは2007年の7月だったが彼のオリンピック出場が決定したのは開幕2か月前だった。
ツバルの初参加となる2008年北京オリンピックのツバル選手団の一人。陸上100mに参加し、1次予選最終組で11秒48のタイムを残した。8位に終わってしまい予選突破はならなかったもののこの記録は彼の自己ベストであり、ツバルの国内新記録である。
2009年世界陸上競技選手権大会では男子100mのウサイン・ボルトと同じ予選第9組に登場した。タイムは11秒57で北京オリンピック時よりも遅いタイムで最下位であったが、シーズンベストを記録した。